# Blaadje
Blaadjes (soms ook deelbladen of deelblaadjes genoemd) zijn de bladschijven waaruit een samengesteld blad is samengesteld. De bladvorm waarbij er meer bladschijven zijn, is zeer variabel. Deze term wordt gebruikt bij bedektzadigen. Bij naaktzadigen en bij varens is de term niet of nauwelijks van toepassing.
De onderdelen van het samengestelde blad zijn de blaadjes (foliolum), de bladsteeltjes (petiolulus) en de stipellae (de zelden voorkomende steunblaadjes aan de voet van de bladsteeltjes van de blaadjes) naast de algemene bladsteel (petiolus communis) en de rachis of hoofdnerf.

Handvormig en geveerd samengestelde bladen
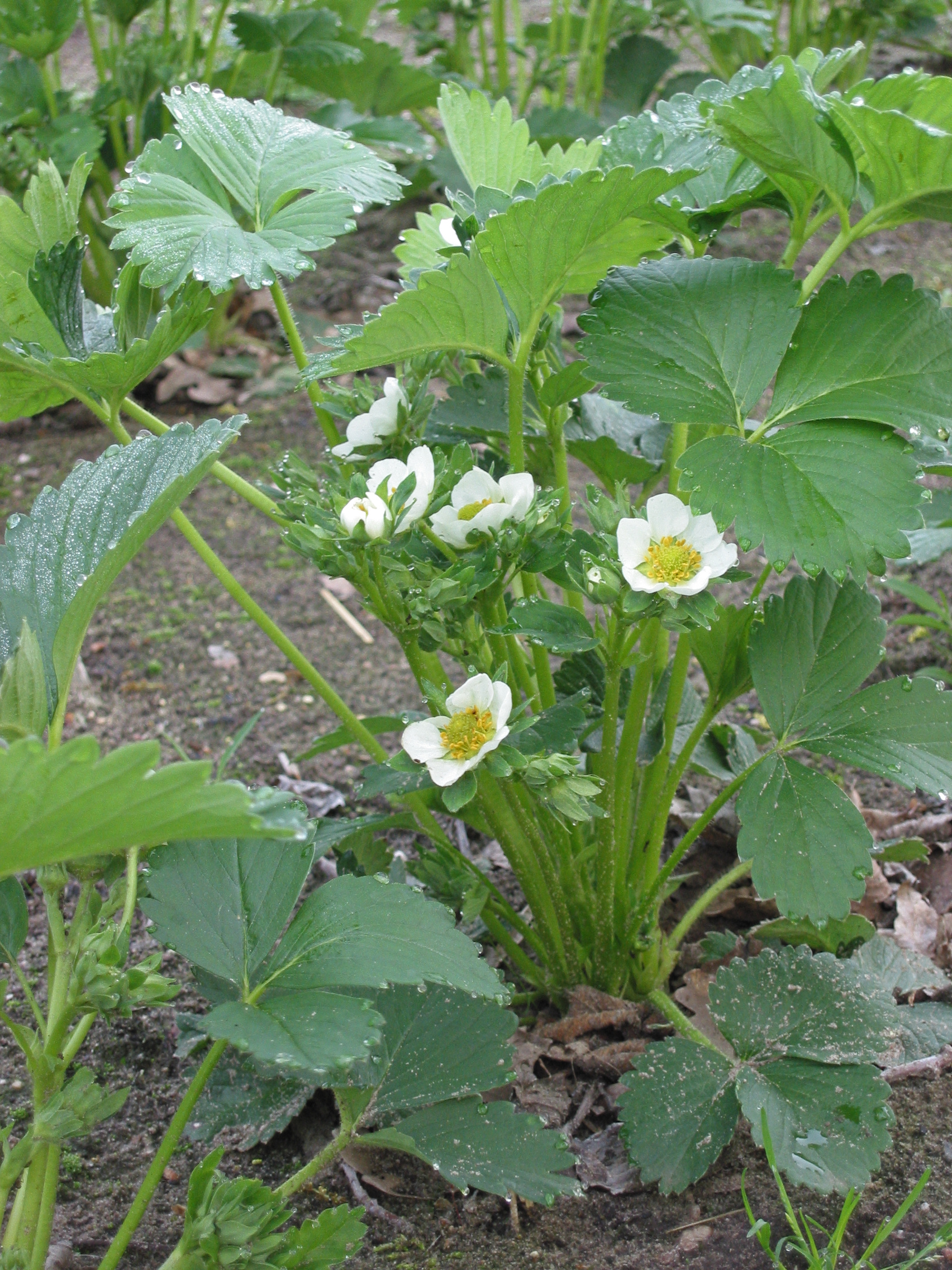
Handvormig samengesteld 3-tallig blad bij aardbei
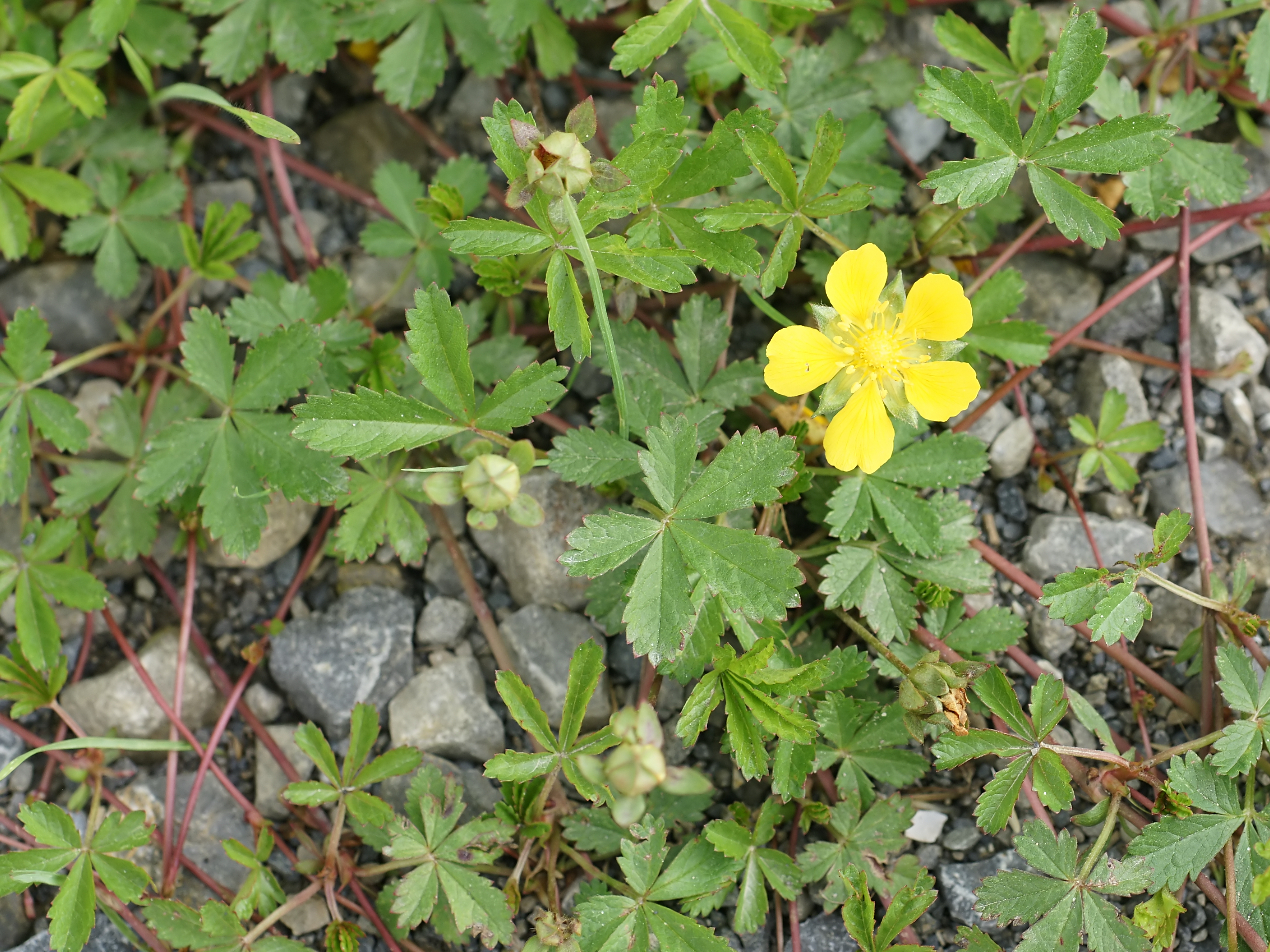
vijftallig blad van Vijfvingerkruid (Potentilla reptans)
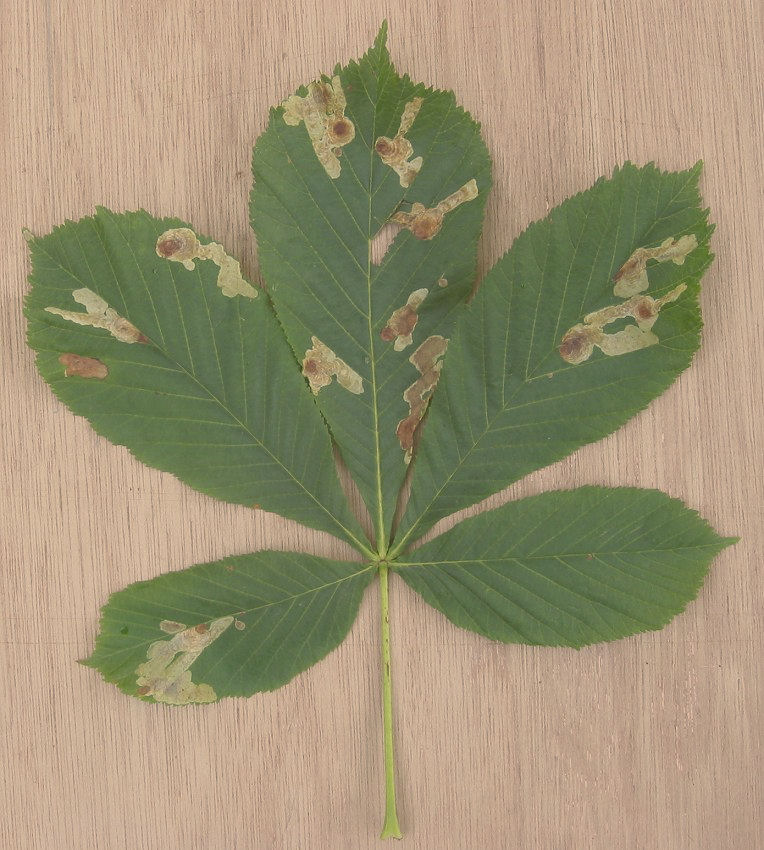
Handvormig samengesteld blad van de paardenkastanje
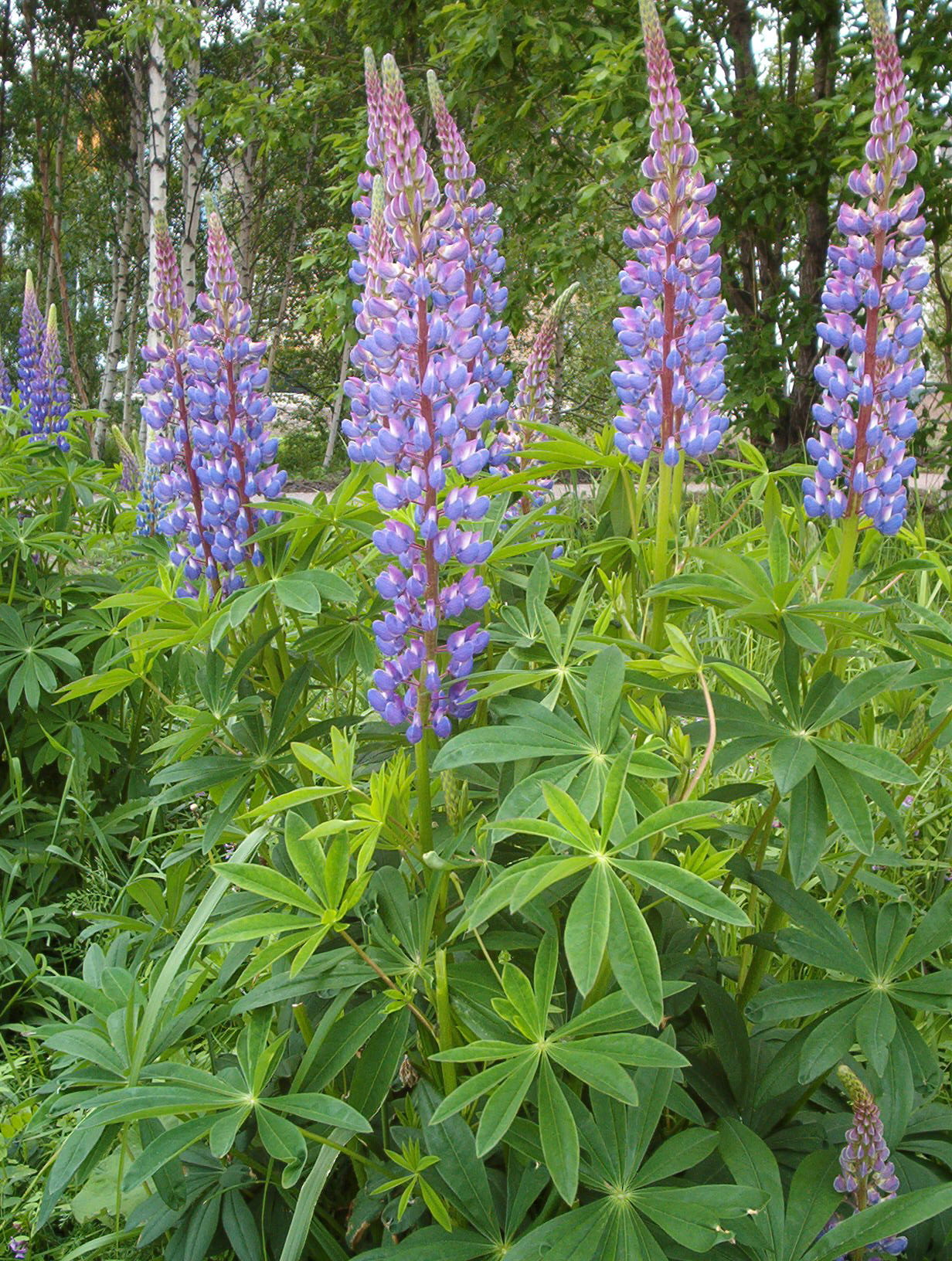
De vaste lupine heeft handdelige bladeren met groot aantal blaadjes
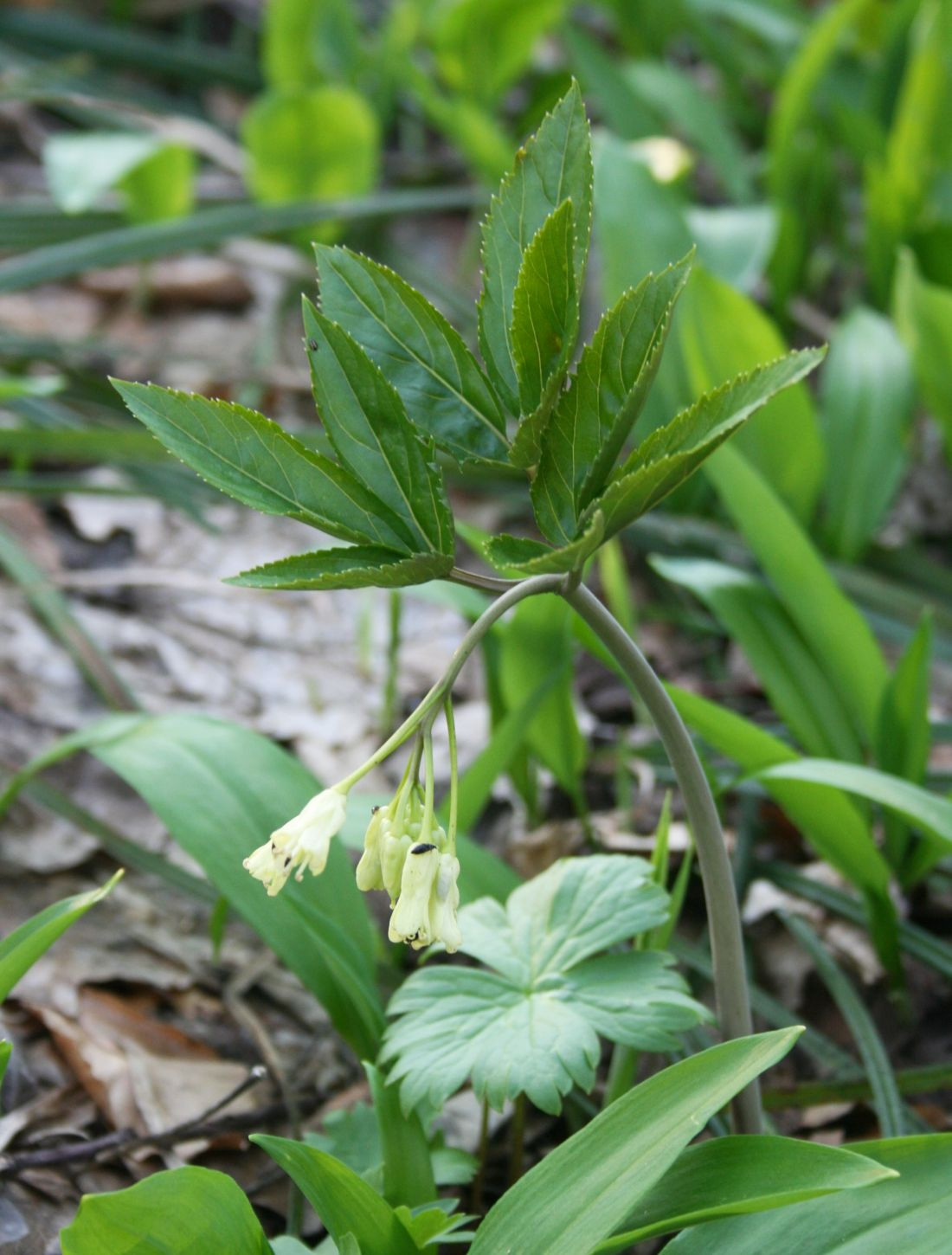
Cardamine enneaphyllos heeft een negentallig blad
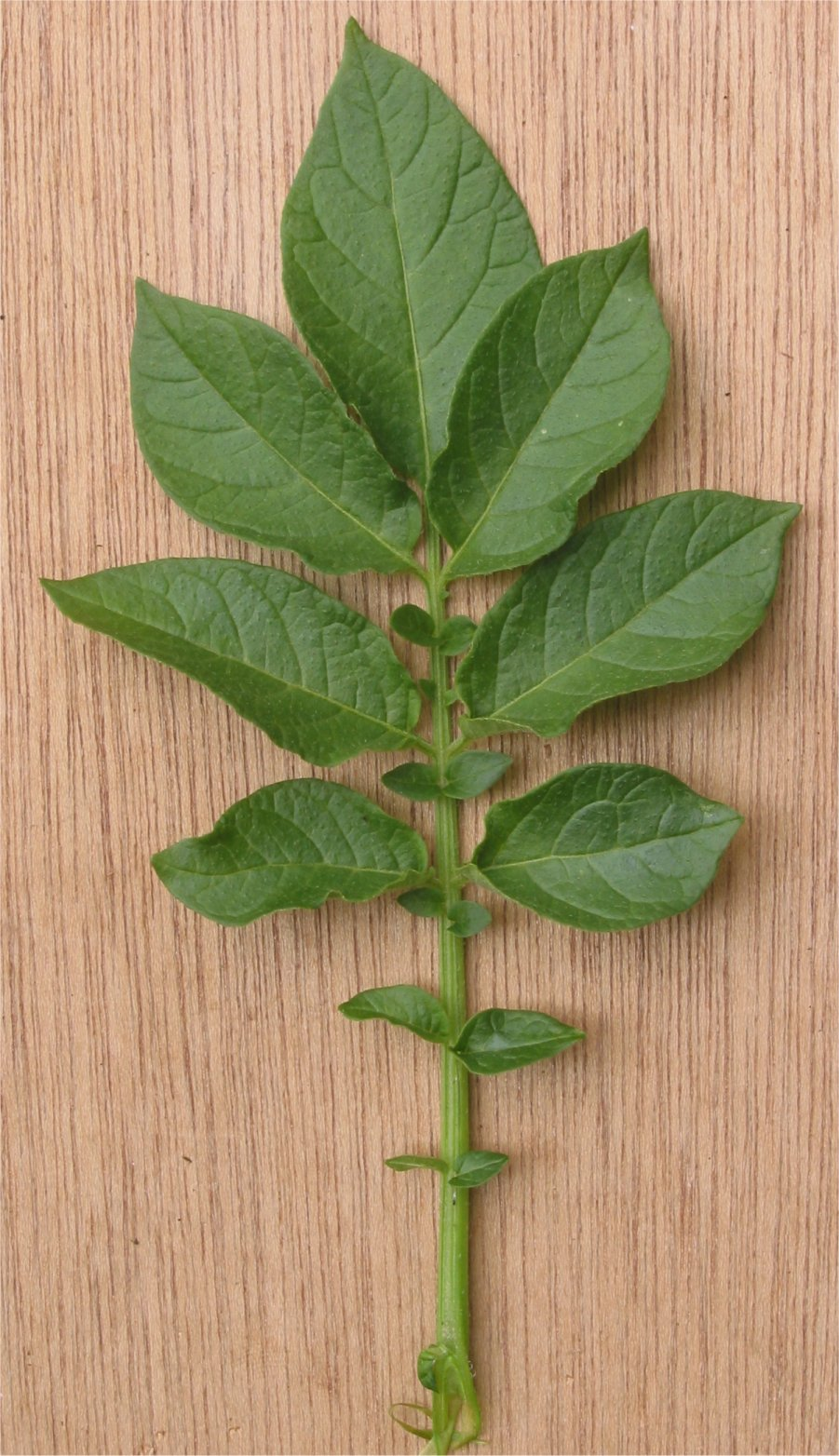
Aardappel afgebroken geveerd tussen de grotere blaadjesparen liggen kleinere blaadjesparen
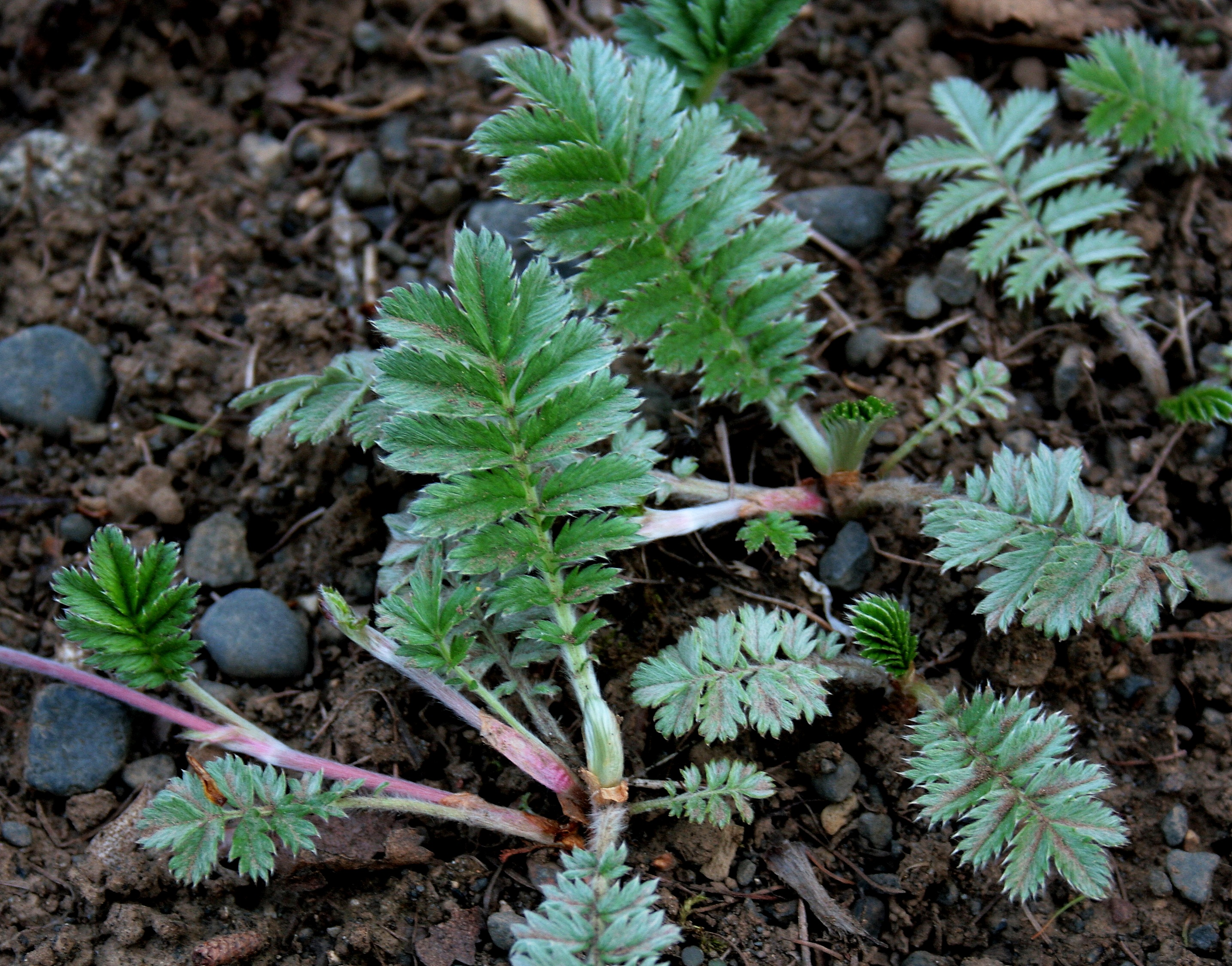
onduidelijk afgebroken geveerd blad van Zilverschoon (Potentilla anserina)
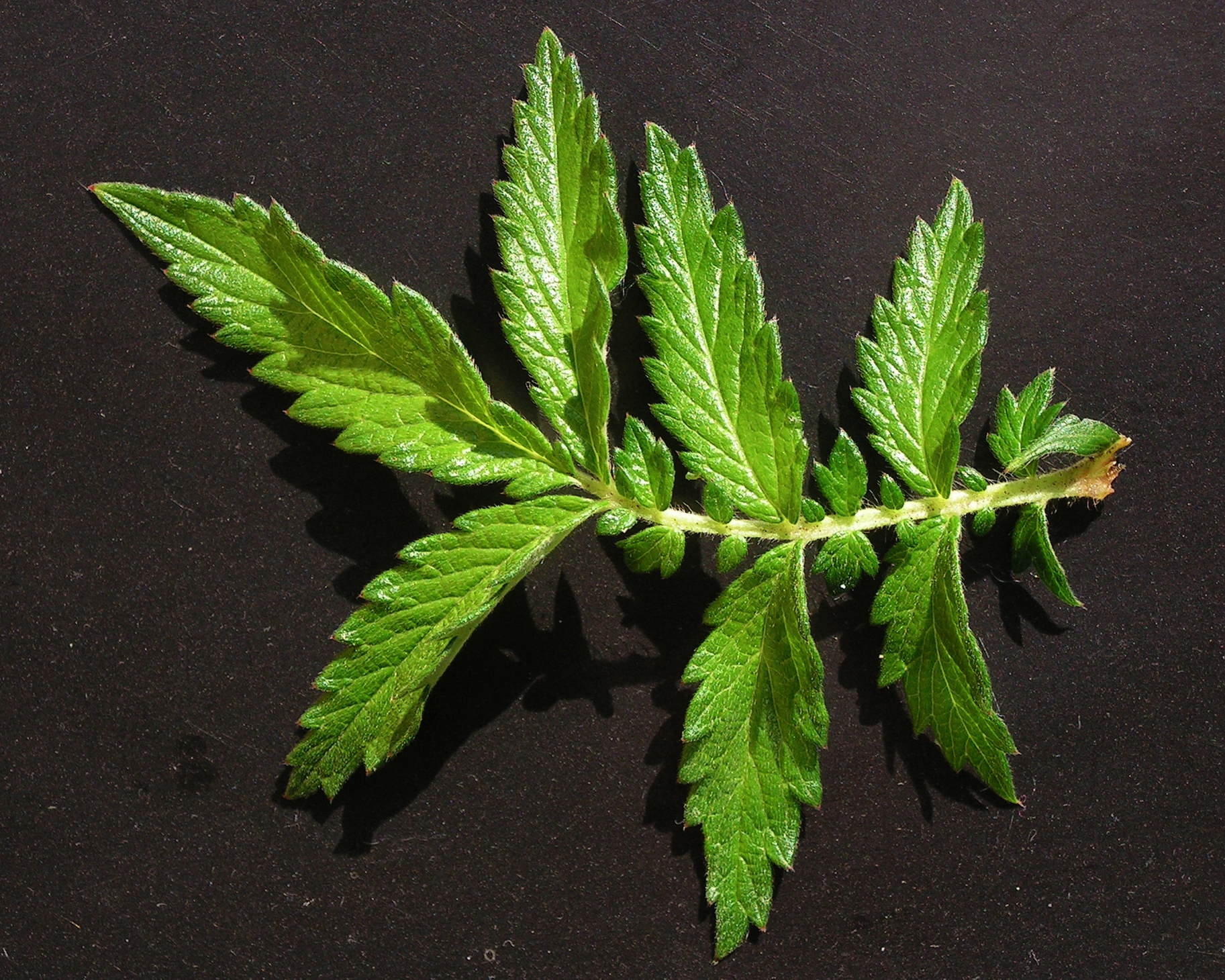
Gewone agrimonie

afgebroken geveerd